# Friedrich Blanchot
Friedrich Blanchot – dyplomata pruski żyjący w XVIII wieku.

## Życiorys
Gdy po sejmie polskim z 1776 roku został do Berlina odwołany gruntownie znający sprawy polskie Gédéon Benoît, Blanchot zajął jego miejsce. Był pruskim posłem w Warszawie do sierpnia 1779 roku.
Miał gwałtowny i trudny charakter, co prowadziło do zadrażnień z władzami polskimi. Był przy tym niezwykle ambitny. Dążył do utworzenia w Polsce trwałego i szeroko osadzonego stronnictwa pruskiego. Planów tych nie pochwalał Fryderyk Wielki, który odwołał Blanchota w  1779 roku. Przez rok (sierpień 1779-październik 1780) rezydentem pruskim był niejaki Axt urzędnik pruskiej Kompanii Handlu Morskiego, a od końca 1780 roku bardzo cierpliwy i taktowny Ludwig Heinrich Buchholtz. 